# باميليكو (كارولاينا الجنوبية)
باميليكو (بالإنجليزية: Pamplico, South Carolina)‏ هي معلم جغرافي تقع في الولايات المتحدة في Florence County. يقدر عدد سكانها بـ 1,139 نسمة ومساحتها 4.8 كم2 وترتفع عن سطح البحر 25 متر.

## التركيبة السكانية
حدّد مكتب تعداد الولايات المتحدة بيانات التركيبة السكانية لباميليكو في تعداد الولايات المتحدة. في ما يلي، التركيبة السكانية حسب تعدادي 2000 و2010.

### تعداد عام 2000
بلغ عدد سكان باميليكو 1,139 نسمة بحسب تعداد عام 2000، وبلغ عدد الأسر 419 أسرة وعدد العائلات 323 عائلة مقيمة في البلدة. في حين سجلت الكثافة السكانية 269.9 نسمة لكل كيلومتر مربع (699.0/ميل2). وبلغ عدد الوحدات السكنية 463 وحدة بمتوسط كثافة قدره 109.7 لكل كيلومتر مربع (284.1/ميل2).
وتوزع التركيب العرقي للبلدة بنسبة 45.04% من البيض و52.50% من الأمريكيين الأفارقة و0.35% من الأمريكيين الأصليين و0.09% من الأمريكيين ذوي الأصول الآسيوية و1.05% من الأعراق الأخرى و0.97% من عرقين مختلطين أو أكثر و1.49% من الهسبانيون أو اللاتينيون من أي عرق.
بلغ عدد الأسر 419 أسرة كانت نسبة 42% منها لديها أطفال تحت سن الثامنة عشر تعيش معهم، وبلغت نسبة الأزواج القاطنين مع بعضهم البعض 44.2% من أصل المجموع الكلي للأسر، ونسبة 26.7% من الأسر كان لديها معيلات من الإناث دون وجود شريك،  بينما كانت نسبة 6.2% من الأسر لديها معيلون من الذكور دون وجود شريكة وكانت نسبة 22.9% من غير العائلات. تألفت نسبة 20.3% من أصل جميع الأسر من عدة أفراد يعيشون في نفس المنزل ونسبة 8.1% كانت تتألف من شخص يعيش بمفرده يبلغ من العمر 65 عاماً أو أكثر. وبلغ متوسط حجم الأسرة المعيشية 2.70، أما متوسط حجم العائلات فبلغ 3.11.
بلغ العمر الوسطي للسكان 34.2 عاماً. وكانت نسبة 28.7% من القاطنين تحت سن الثامنة عشر، وكانت نسبة 10.4% بين الثامنة عشر والرابعة والعشرين عاماً، ونسبة 24.5% كانت واقعةً في الفئة العمرية ما بين الخامسة والعشرين والرابعة والأربعين عاماً، ونسبة 23.4% كانت ما بين الخامسة والأربعين والرابعة والستين، ونسبة 12.2% كانت ضمن فئة الخامسة والستين عاماً فما فوق. يوجد لكل 100 أنثى 90.7 ذكر، ويوجد لكل 100 أنثى في الثامنة عشر من عمرها فما فوق 86.5 ذكر.
بلغ متوسط دخل الأسرة في البلدة 28,304 دولارًا، أما متوسط دخل العائلة فبلغ 31,618 دولارًا. وكان متوسط دخل الذكور 27,000 دولارًا مقابل 24,028 دولارًا للإناث. وسجل دخل الفرد الخاص بالبلدة 14,233 دولارًا. وكانت نسبة 26.8% من العائلات ونسبة 31.7% من السكان تحت خط الفقر، وكان من هؤلاء نسبة 50.5% تحت سن الثامنة عشر ونسبة 15.2% في الخامسة والستين من العمر وما فوق.

### تعداد عام 2010
بلغ عدد سكان باميليكو 1,226 نسمة بحسب تعداد عام 2010، وبلغ عدد الأسر 455 أسرة وعدد العائلات 334 عائلة مقيمة في البلدة. في حين سجلت الكثافة السكانية 290.5 نسمة لكل كيلومتر مربع (752.4/ميل2). وبلغ عدد الوحدات السكنية 497 وحدة بمتوسط كثافة قدره 117.8 لكل كيلومتر مربع (305.1/ميل2).
وتوزع التركيب العرقي للبلدة بنسبة 40.21% من البيض و55.71% من الأمريكيين الأفارقة و0.33% من الأمريكيين الأصليين و0.16% من الأمريكيين ذوي الأصول الآسيوية و2.37% من الأعراق الأخرى و1.22% من عرقين مختلطين أو أكثر و3.51% من الهسبانيون أو اللاتينيون من أي عرق.
بلغ عدد الأسر 455 أسرة كانت نسبة 38.9% منها لديها أطفال تحت سن الثامنة عشر تعيش معهم، وبلغت نسبة الأزواج القاطنين مع بعضهم البعض 42% من أصل المجموع الكلي للأسر، ونسبة 27.9% من الأسر كان لديها معيلات من الإناث دون وجود شريك،  بينما كانت نسبة 3.5% من الأسر لديها معيلون من الذكور دون وجود شريكة وكانت نسبة 26.6% من غير العائلات. تألفت نسبة 24.6% من أصل جميع الأسر من عدة أفراد يعيشون في نفس المنزل ونسبة 11.6% كانت تتألف من شخص يعيش بمفرده يبلغ من العمر 65 عاماً أو أكثر. وبلغ متوسط حجم الأسرة المعيشية 2.68، أما متوسط حجم العائلات فبلغ 3.19.
بلغ العمر الوسطي للسكان 35.6 عاماً. وكانت نسبة 29.1% من القاطنين تحت سن الثامنة عشر، وكانت نسبة 9.7% بين الثامنة عشر والرابعة والعشرين عاماً، ونسبة 21% كانت واقعةً في الفئة العمرية ما بين الخامسة والعشرين والرابعة والأربعين عاماً، ونسبة 26.1% كانت ما بين الخامسة والأربعين والرابعة والستين، ونسبة 14% كانت ضمن فئة الخامسة والستين عاماً فما فوق. وتوزع التركيب الجنسي للسكان بنسبة 45.3% ذكور و54.7% إناث.